# Municipio de Clark (condado de Atchison)
El municipio de Clark (en inglés: Clark Township) es un municipio ubicado en el condado de Atchison en el estado estadounidense de Misuri. En el año 2010 tenía una población de 895 habitantes y una densidad poblacional de 4,58 personas por km².

## Geografía
El municipio de Clark se encuentra ubicado en las coordenadas 40°19′18″N 95°26′18″O / 40.32167, -95.43833. Según la Oficina del Censo de los Estados Unidos, el municipio tiene una superficie total de 195.21 km², de la cual 194,38 km² corresponden a tierra firme y (0,43 %) 0,83 km² es agua.

## Demografía
Según el censo de 2010, había 895 personas residiendo en el municipio de Clark. La densidad de población era de 4,58 hab./km². De los 895 habitantes, el municipio de Clark estaba compuesto por el 98,77 % blancos, el 0,45 % eran afroamericanos, el 0,34 % eran asiáticos y el 0,45 % eran de una mezcla de razas. Del total de la población el 0,11 % eran hispanos o latinos de cualquier raza.